# Parabola (letteratura)
La parabola è un racconto breve il cui scopo è spiegare un concetto difficile con uno più semplice o dare un insegnamento morale. Come anche il termine parola, etimologicamente deriva dal latino parabola (confronto, similitudine), che a sua volta proveniva dal greco παραβολή (confronto, allegoria). Il sostantivo derivava dal verbo parabállein, che significava mettere di fianco, confrontare. Parabállein proviene, a sua volta, da pará (di fianco) e bállein (lanciare). Da bállein, infatti, deriva la parola balistica.
La parabola è un genere letterario reso famoso dall'uso che è stato fatto nei Vangeli con le parabole di Gesù. In realtà quelle dei Vangeli a volte non sono parabole ma allegorie o un miscuglio dei due generi letterari. Oltre alle parabole cristiane abbiamo, anche, molte altre parabole di altre religioni. Ad esempio una famosa parabola è quella de  I ciechi e l'elefante, ampiamente diffusa nel subcontinente indiano.
Lo specifico del genere parabola è che introduce un esempio che vuole illuminare la realtà specificata, con un unico punto di contatto tra l'immagine e la realtà. In ciò si differenzia dall'allegoria, dove i punti di contatto tra l'immagine e la realtà sono molti o addirittura tutti.